# Drosophila carsoni
Drosophila carsoni este o specie de muște din genul Drosophila, familia Drosophilidae, descrisă de Wheeler în anul 1957. Conform Catalogue of Life specia Drosophila carsoni nu are subspecii cunoscute.